# Amélie af Orléans
Prinsesse Amélie af Orléans (portugisisk: Amélia de Orleães; født 28. september 1865, død 25. oktober 1951) var en fransk prinsesse, der var dronning af Portugal fra 1889 til 1908 som ægtefælle til kong Karl 1. af Portugal. Hun var Portugals sidste dronning.

## Biografi
Prinsesse Amélie var datter af den franske tronprætendent, Filip af Orléans. Den 22. maj 1886 blev hun gift med den portugisiske tronfølger Karl, ældste søn af kong Ludvig 1. af Portugal. Ved Ludvigs død i 1889 blev hun dronning af Portugal.
Hun blev enke i 1908, da hendes mand og ældste søn, tronfølgeren Ludvig Filip, blev skudt og dræbt Under et republikansk attentat på kongefamilien på Terreiro do Paço i Lissabon. Hendes yngre søn, Emanuel, blev såret i armen, overlevede og efterfulgte sin far på tronen.
Hun forlod landet med sin familie ved revolutionen i 1910, hvor monarkiet blev afskaffet, og levede resten af sit liv i eksil i Frankrig. Under Anden Verdenskrig blev hun tilbudt at vende tilbage til Portugal men takkede nej. Hun besøgte Portugal sidste gang i 1945.